# Whitchester
Whitchester var en civil parish 1866–1955 när det uppgick i Heddon-on-the-Wall, i grevskapet Northumberland i England. Civil parish var belägen 20 km från Morpeth och hade 44 invånare år 1951.